# Anning, Hunan
Anning (kinesiska: 安凝) är en socken i Kina. Den ligger i provinsen Hunan, i den södra delen av landet, omkring 170 kilometer nordväst om provinshuvudstaden Changsha. Antalet invånare är 20 793. Befolkningen består av 10 176 kvinnor och 10 617 män. Barn under 15 år utgör 9,0 %, vuxna 15-64 år 76 %, och äldre över 65 år 13,0 %.
Runt Anning är det tätbefolkat, med 511 invånare per kvadratkilometer. Närmaste större samhälle är Anxiang, 13,5 km sydost om Anning. Trakten runt Anning består till största delen av jordbruksmark.
Genomsnittlig årsnederbörd är 1 693 millimeter. Den regnigaste månaden är maj, med i genomsnitt 281 mm nederbörd, och den torraste är december, med 34 mm nederbörd.